# Aneomochtherus libanonensis
Aneomochtherus libanonensis là một loài ruồi trong họ Asilidae. Aneomochtherus libanonensis được Tsacas miêu tả năm 1968. Loài này phân bố ở vùng Cổ Bắc giới và châu Á.